# Оуті Йосіокі
Оуті Йосіокі (яп. 大内 義興; 7 квітня 1477 — 29 січня 1528) — японський військовий та політичний діяч, даймьо середини періоду Муроматі, канрей з 1508 до 1518 року. Голова роду Оуті, володар провінцій Суо, Нагато і Івамі, один з найздібніших політиків свого часу.

## Життєпис
Походив з впливового роду Оуті. Син Оуті Масахіро, він правив зі своєї резиденції Ямагуті в провінції Суо. У 1488 році відсвяткував гемпуку (повноліття). У 1493 році визнається спадкоємцем роду. Наступного року Оуті Масахіро зрікся влади та передав її Йосіокі, проте останній лише у 1495 році, після смерті батька, остаточно перебрав посади голови роду Оуті та родові маєтності.
У 1499 році Йосіокі дав притулок сьоґуну Асікаґа Йосікі, вигнаному з Кіото Хосокава Масамото. Сьогун Йосідзумі, ставленик Масамото, дав наказ князям о. Кюсю об'єднати їх сили проти Йосіокі, проте вони не наважилися цього зробити, побоюючись влади людини, яка до того часу володів 6 провінціями. Тому Йосіокі розпочав підготовку до відновлення влади Йосікі.
У 1507 році сьогун знову звернувся по допомогу до Оуті проти Хосокава Сумімото. Набравши значну армію, Йосіокі виступив з рідної провінції Суо на Кіото, щоб відновити владу сьогуна Йосітане. Сили Йосіокі були настільки великі, що Сумімото не наважився напасти на нього і замість цього втік в провінцію Ава разом з Мійосі Юкінага, в той час як Асікаґа Йосідзумі шукав притулку в провінції Омі у Сасакі Такайорі. Тому Йосіокі увійшов до Кіото, відновив владу Йосітане після 15 років відсутності і отримав титул канрей у 1508 році. Але незабаром після цього зазнав поразки від Хосокава Масаката, родича Хосокава Сумімото, і був змушений тікати до провінції Тамба, щоб зібрати свіжі війська.
У 1511 році Йосіокі повернувся і завдав поразки Масаката в битві при Фунаокаяма (на північ від Кіото). Його спроби відновити порядок у державі були перервані нападом Амако Цунехіса, який вступив в провінції Бідзен і Хокі, що належали Йосіокі.
У 1518 році Йосіокі склав з себе повноваження канрея, повернувшись до Суо, де зібрав армію і розбив військо Цунехіса. У 1519 році він переправився на острів Кюсю, де завдав поразки Сьоні Масасуке і Отомо Йосінорі.
У 1522 році він вступив в провінцію Акі і побудував там замки Сайджьо і Кагаміяма. Амако Цунехіса у 1523 році знову атакував Оуті, проте зазнав поразки у 1524 та 1525 роках. Остаточно розбив клан Амако у 1527 році. У 1528 році Йосіокі помер від хвороби. Владу успадкував його син Оуті Йосітака.